# Frondella N
La Frondella N o Frondella Nord és un cim de 3.062 m d'altitud, amb una prominència de 10 m, que es troba a l'aresta nord del pic de la Frondella, al massís de Balaitús, a la província d'Osca (Aragó).